# Francesc de Paula Cardoner i Blanch
Francesc Cardoner i Blanch (Barcelona, 1929 - ídem, 1997) va ser un arquitecte català.
Titulat el 1965, va compaginar la seva professió amb la seva afecció a l'arqueologia, i va col·laborar a les feines del Museu d'Història de la Ciutat de Barcelona. Va treballar amb Isidre Puig i Boada i Lluís Bonet i Garí al taller de la Sagrada Família i en va ser director de les obres des del 1981 fins al 1985, quan fou nomenat Jordi Bonet i Armengol.